# Labaule & Erben
Labaule & Erben ist eine sechsteilige deutsche Miniserie, die 2019 im SWR ausgestrahlt wurde. Die Mediensatire basiert auf einer Idee von Harald Schmidt, Regie führte Boris Kunz. Nachdem sein Vater und sein älterer Bruder tödlich verunglückt sind, tritt Wolfram Labaule die Nachfolge als Verleger eines über Generationen gewachsenen Zeitungsimperiums an.

## Entstehung & Veröffentlichung
Die Serie wurde an 54 Drehtagen vom 5. September 2017 bis zum 13. Dezember 2017 in Baden-Württemberg gedreht. Die Premiere erfolgte am 5. Juli 2018 auf dem Filmfest München. Die ARD veröffentlichte die Serie am 27. Dezember 2018 in ihrer Mediathek. Die Erstausstrahlung im Fernsehen erfolgte am 10. Januar 2019. Mittlerweile war sie auch bei Netflix abrufbar.
Boris Kunz war beim Filmfest München mit Labaule & Erben in der Kategorie Neue Deutsche Serien nominiert.

## Bezüge zu realen Orten und Personen

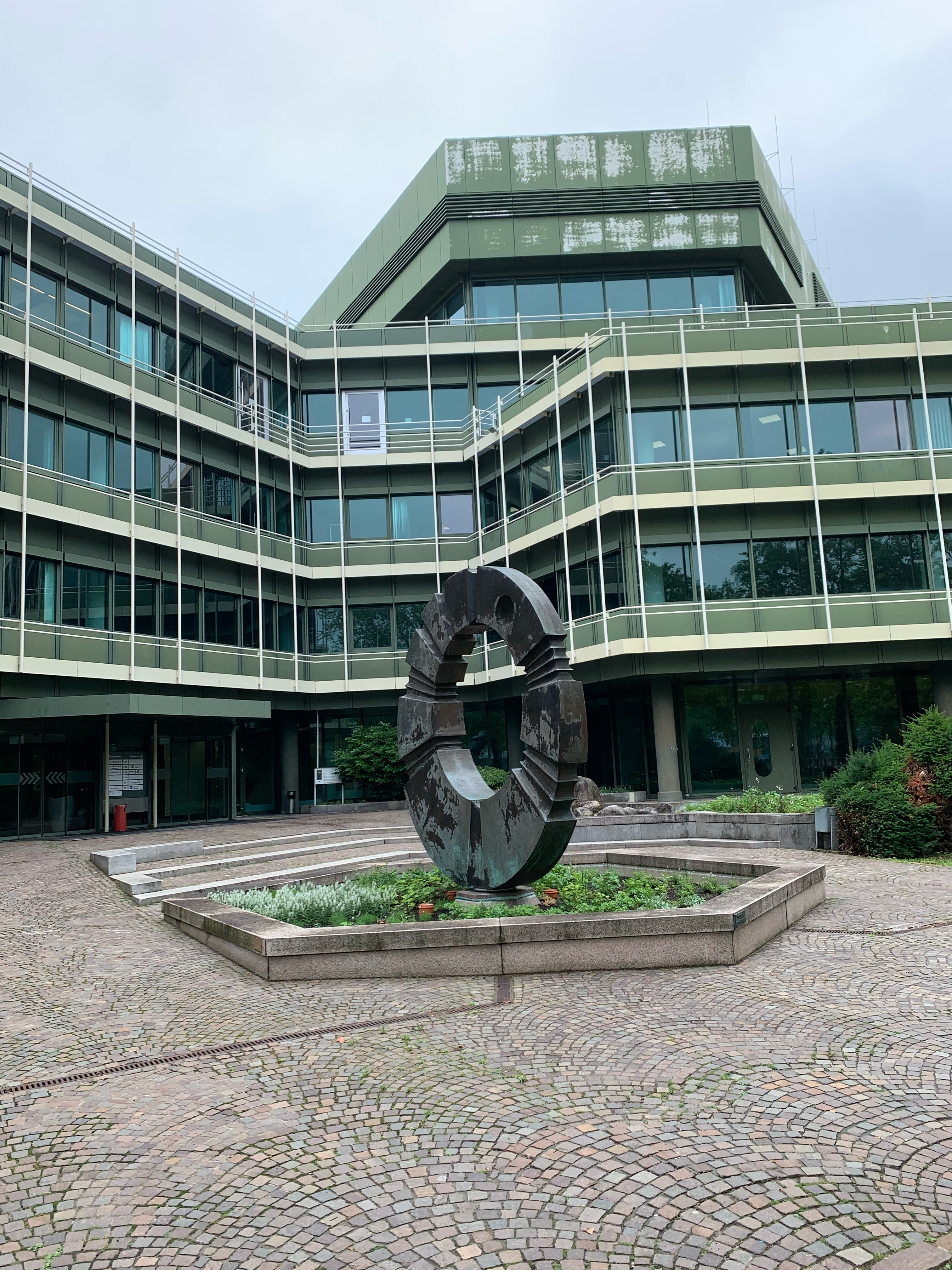
Drehort der Zeitungsredaktion, Bürogebäude in der Hermann-Veit-Straße in Karlsruhe, Skulptur von André Bucher

Harald Schmidt benannte die Verlegerfamilie Labaule nach dem französischen Badeort La Baule, wo er Urlaub gemacht hatte. Die Handlung spielt in Freiburg, gedreht wurde aber überwiegend in Karlsruhe und Baden-Baden. Für das Verlagsgebäude fanden Dreharbeiten in einem Karlsruher Bürogebäude statt.
Verschiedene Handlungsstränge spielen auf die Verleger Hubert Burda und Alfred Neven DuMont an. Der mit Labaule konkurrierende Verleger Arne Gaius Prescher (August Zirner) spielt auf den Springer-Verlagsgründer Axel Cäsar Springer an. Die Figur des Ostberliner Theaterregisseurs Heiner Castro (Bernd Stegemann) spielt auf Frank Castorf an. Der Name spielt auf Heiner Müller und Fidel Castro an.
Eine Szene, in der ein Fotograf Bilder aus dem Urlaub in Tunesien als Fotos vom Krieg in Syrien verkauft, wurde im Kontext der Affäre um Claas Relotius gedeutet, dessen Fälschungen jedoch erst nach der Produktion bekannt wurden. Schmidt bezeichnete die Serie als „eine Art Guldenburgs mit Internet“.